# Original Sin (Album)
Original Sin ist ein Konzeptalbum von Jim Steinmans Studioprojekt Pandora’s Box und wurde von ihm produziert. Die meisten Lieder stammen aus der Feder von Steinman, jedoch sind auch zwei Coverversionen auf dem Album vertreten. Es blieb das einzige Album mit diesem Projekt. Obwohl es ein kommerzieller Flop wurde (mit Ausnahme von Südafrika) erreichten einige Lieder mit anderen Interpreten Platinstatus. Teilweise wird dieses Album hoch geschätzt und erhält positive Rezension auf Seiten wie amazon.de. Da das von der Plattenfirma vorgegebene Budget von 150.000 US-$ nicht ausreichte, investierte Steinman eine Million Dollar aus seinem Privatvermögen, um das Album nach seinen Vorstellungen fertigstellen zu können. Steinman ist stolz auf die Lieder auf dem Album, auch wenn sich Original Sin im Vergleich mit seinen anderen Alben und Lieder nur schlecht verkaufte. Das Album kam bis auf Platz 43 in Schweden.
Das Album wurde 2006 wiederveröffentlicht. Zusätzlich zur CD gibt es eine DVD, die Videos zu It’s All Coming Back to Me Now und Good Girls Go to Heaven (Bad Girls Go Everywhere) enthält, sowie ein kurzes Making-of-Interview und Darstellungen von Steinman.

## Titelliste
Steinman verarbeitet regelmäßig altes Material für neuere Projekte und das meiste von Original Sin wurde wiederverwertet. Einige Demoversionen von Liedern, die von anderen aufgenommen wurden, sind ebenfalls gelistet. Einige Lieder waren für das Debütalbum von „The Dream Engine“ gedacht.
| Nr. | Titel                                             | Leadsängerin | spätere Coverversionen |
| --- | ------------------------------------------------- | --- | --- |
| 1   | The Invocation                                    | Ellen Foley | aus Steinmans Musical Neverland |
| 2   | Original Sin (The Natives Are Restless Tonight)   | Intro und Outro von Laura Theodore; Lead Vocals von allen gesungen, hauptsächlich Gina Taylor und Ellen Foley                 | Taylor Dayne auf dem Soundtrack des 1994er Filmes The Shadow, Meat Loaf auf Welcome to the Neighbourhood, umgeschrieben zu Gott ist tot für das Musical Tanz der Vampire |
| 3   | Twentieth Century Fox                             | Ellen Foley | Originalversion von The Doors (1967) |
| 4   | Safe Sex                                          | Gina Taylor | Eine Demoversion wurde von Karine Hannah aufgenommen, als sie mit Steinman an einem Album arbeitete. Ihr Management verkündete jedoch 2002, dass die Zusammenarbeit nicht weiter stattfindet, eine genauere Erklärung gab es nicht. Es wird auf dem Debütalbum von „The Dream Engine“ erwartet. |
| 5   | Good Girls Go to Heaven (Bad Girls Go Everywhere) | Holly Sherwood | Meat Loaf auf Bat Out of Hell II: Back into Hell |
| 6   | Requiem Metal                                     | Ein Ausschnitt aus Verdis Requiem Messe                                                                                       | wiederverwendet als Playback für Wasted Youth auf Meat Loafs Bat out of Hell II: Back Into Hell |
| 7   | I’ve Been Dreaming up a Storm Lately              | Monolog, gesprochen von Jim Steinman                                                                                          | wiederverwendet in einer frühen Version von Tanz der Vampire |
| 8   | It’s All Coming Back to Me Now                    | Elaine Caswell | Céline Dion auf Falling into You Meat Loaf und Marion Raven auf Bat Out of Hell III: The Monster Is Loose |
| 9   | The Opening of the Box                            | Ein Auszug aus The Storm von Steinmans 1981er Album Bad for Good                                                              | wiederverwendet in Tanz der Vampire |
| 10  | The Want Ad                                       | Monolog gesprochen von Ellen Foley                                                                                            | aus Steinmans Musical Neverland |
| 11  | My Little Red Book                                | Ellen Foley | im Original 1966 von Burt Bacharach geschrieben und von Manfred Mann für den Film Was gibt’s Neues, Pussy? aufgenommen, das Arrangement folgt sehr nahe der Coverversion von Love. |
| 12  | It Just Won’t Quit                                | Elaine Caswell | Meat Loafs Bat out of Hell II: Back Into Hell |
| 13  | Pray Lewd                                         | Klaviersolo mit Teilen aus Original Sin, It’s All Coming Back to Me Now und It Just Won’t Quit, gespielt von Steven Margoshes | gecovert bei einigen Konzerten von The Dream Engine |
| 14  | The Future Ain’t What It Used to Be               | Gina Taylor | Erika Christensen auf dem Wuthering-Heights-Soundtrack (Wiederverwendung des Original-Klavierstücks von Roy Bittan), Meat Loaf und Jennifer Hudson auf Bat Out of Hell III: The Monster Is Loose                                                                                                |

Rory Dodd war meistens als Backing Vocal dabei und seine Stimme war in den Liedern kaum erkennbar, im Gegensatz zu Fire Inc, wo er deutlicher im Hintergrund zu hören war. Todd Rundgren half dieses Mal ebenfalls mit Backing Vocals aus. Eine weitere Bat-out-of-Hell-Veteranin, die ihre Stimme beisteuerte, war Ellen Foley.

## Videos
Musikvideos wurden für die Lieder It’s All Coming Back to Me Now und Good Girls Go to Heaven produziert. Ken Russell führte bei It’s All Coming Back to Me Now Regie. Gedreht wurde in den Pinewood Studios in Buckinghamshire. Steinman schrieb das Konzept, inspiriert durch Russells Beitrag im Episodenfilm Aria. Das Video enthält Leder, Schlangen, Grabsteine und Cockringe mit eingefallenen Schädel und eine glorreiche, erotische Zeremonie von den Fantasien eines Mädchens, das durch einen Motorradunfall beinahe gestorben wäre, während Sanitäter sich um sie kümmern. Als Jim Steinmans Manager das Video sah, schrie er: „Das ist ein Pornovideo!“ Die zwei Drehtage gingen über den Zeit- und Geldrahmen hinaus, eine Stunde kostete 35.000 britische Pfund. Russell und Steinman entwarfen sogar eine Szene, in der ein Motorradfahrer die Treppe einer lokalen Kirche hochfährt, über auf die Spitze der Ecktürme springt und dann explodiert, aber die Kirchenleiter gaben dazu nicht ihre Zustimmung.
Das Video zu Good Girls Go to Heaven wurde in einem Gefängnis gedreht, Regisseur war Brian Grant. Das Video zeigt die Ankunft eines neuen Häftlings namens Jenny (der Name kommt in der ersten Liedzeile vor). Wenn das Lied beginnt, tanzen die anderen Häftlinge um Jenny herum.

## Besetzung

### Pandora’s Box
- Elaine Caswell – Gesang
- Ellen Foley – Gesang
- Gina Taylor – Gesang
- Deliria Wilde – Gesang
- Jim Steinman – Keyboards

### Band
- Eddie Martinez – Gitarre
- Steve Buslowe – Bass
- Tony Levin – Bass bei Original Sin (The Natives Are Restless Tonight)
- Roy Bittan – Flügel
- Steven Margoshes – Klavier bei Pray Lewd
- Jeff Bova – Synthesizer, Keyboard, Programming
- Jimmy Bralower – Schlagzeug, Programming
- Todd Rundgren, Eric Troyer, Rory Dodd, Holly Sherwood, Laura Theodore – Backing Vocals
- Curtis King, Tawatha Agee, Vaneese Thomas, Brenda King, Darryl Tookes – Zusätzliche Backing Vocals

## 2006er Spezialausführung
Im Windschatten der Veröffentlichung zu Meat Loafs Bat out of Hell III: The Monster Is Loose veröffentlichte Virgin/EMI eine Special Edition. Die CD enthält das remasterte Originalalbum während die DVD zwei Promovideos und zusätzliches Promomaterial enthält.

### DVD-Titelliste
1. Jim Steinman Opens Pandora’s Box – 18:18
2. Prologue (A Teenager In Love) (Video) – 0:58
3. It’s All Coming Back to Me Now (Video) – 6:38
4. Good Girls Go to Heaven (Bad Girls Go Everywhere) (Video) – 6:12